# 紫羅蘭永恆花園外傳：永遠與自動手記人偶
《紫羅蘭永恆花園外傳：永遠與自動手記人偶》（日语：ヴァイオレット・エヴァーガーデン 外伝 - 永遠と自動手記人形 -）是一部2019年日本動畫電影，導演為藤田春香。本片改編自曉佳奈的輕小說作品《紫羅蘭永恆花園》，於2019年9月6日在日本上映。

## 劇情
C.H郵政公司的「自動手記人偶」薇爾莉特·伊芙加登受到委託，前往女子寄宿學院擔任伊莎貝拉·約克的家庭教師，直到她在三個月後的舞會於社交圈上首次亮相
。即使伊莎貝拉表現得相當冷淡，但薇爾莉特以她一貫冷靜、溫柔且真誠的態度逐漸打動了伊莎貝拉。她不但教導伊莎貝拉貴族禮儀與知識，更在相處中成為了她可以傾訴心聲的對象。
伊莎貝拉向薇爾莉特透露，她的本名是艾咪·巴特雷特，來自貧民區。她曾收養了年幼的妹妹叫泰勒，但兩人因生活困頓而被迫分離。為了讓妹妹獲得溫飽，她被強迫繼承“約克家”的身份。即使分隔兩地再也無法見面，她仍一直心繫被送入孤兒院的妹妹。薇爾莉特主動提出幫她代筆寫信給泰勒，透過書信傳遞了伊莎貝拉的思念。
數年後，泰勒受到姊姊的信件與記憶感召，來到C.H.郵政公司決心成為一名郵差。她以見習生的身分協助貝內迪特克送信，並在薇爾莉特的教導下學會讀寫。透過協助泰勒終於找到了已經出嫁的姊姊下落，她以書信傳達說不出口的心意。

## 登場角色
薇爾莉特·伊芙加登（聲：石川由依）
本作女主角，被視為「戰爭武器」的前少女兵，為了理解其長官基爾伯特失蹤前說的「我愛你」是什麼意思而主動要求成為「自動手記人偶」，專門為人從事代筆工作，所屬C.H郵政公司。由於德洛賽爾王室的推薦，而前往女子寄宿學校成為伊莎貝拉的侍女，因為體能極佳和得宜的言行舉止，「騎士公主大人」的稱號不脛而走。
伊莎貝拉·約克（聲：壽美菜子）
原名"艾咪·巴特雷特"，名門貴族約克家的女兒，實為家主的私生女。以前在市井長大，過着清貧生活，但為了義妹泰勒能在孤兒院得到温飽，而接受生父安排，學習成為一個得體的貴族以為家族聯姻作準備，並被禁止和泰勒再見面。
原本對自己的將來悲觀而不願接受周圍的一切，且十分抗拒前來身邊擔任侍女的薇爾莉特。經過三個月的相處後變得不再排斥，將薇爾莉特視為朋友並喜歡著她。
泰勒·巴特雷特（聲：悠木碧）
原為孤兒，後被艾咪收留成為其義妹，但艾咪為了其在孤兒院得到溫飽而分別和接受家族安排。因為貝內迪克特送來伊莎貝拉和薇爾莉特的信而受到啟發，立志成為郵差，並認為這是一個傳遞幸福的職業。在薇爾莉特和貝內迪克教導下學會讀寫，並親自給艾咪(伊莎貝拉)寫信。
劇情最後被伊芙加登家收養。
艾希莉·蘭卡斯特（聲：武田華）
與約克家齊名的名門貴族－蘭卡斯特家的千金。伊莎貝拉原本以為她是出於家世才接近自己，但艾希莉本人其實是真心想跟其交朋友。
該角色為外傳電影原創。
克勞迪亞·霍金斯（聲：子安武人）
前軍人，軍銜為中校，戰爭結束後退役並創設C.H郵政公司，擔任社長。當被薇爾莉特請求讓泰勒擔任郵務實習生時，雖然感到驚訝但仍同意其請求，並指定貝內迪特克擔任其前輩。
貝內迪特克·布盧（聲：內山昂輝）
C·H郵政公司的郵差之一，穿著充滿個人風格，雖然說話語氣感覺有點粗魯，但個性認真，待人也很溫柔。被泰勒當作師父一樣尊敬，作為協助找到伊莎貝拉下落的條件，獲得一台新摩托車。
嘉德麗雅·波德萊爾（聲：遠藤綾）
與薇爾莉特一樣是C.H郵政公司知名度極高的「自動手記人偶」，深受信賴且總是十分照顧薇爾莉特等人。
愛麗絲·坎納利（聲：戶松遙）
C·H郵政公司的「自動手記人偶」之一，成為世界第一的手記人偶的志向仍舊不變。
該角色為電視動畫原創。
艾莉卡·布朗（聲：茅原實里）
C·H郵政公司的「自動手記人偶」之一，除了現在從事的代筆工作，也四處投稿短篇小說，希望實現成為小說家的夢想。
該角色為電視動畫原創。
露庫莉雅·瑪爾柏洛（聲：田所梓）
薇爾莉特在自動手記人偶育成學校時的同學，對待薇爾莉特十分熱情親切，自學校畢業後也成為「自動手記人偶」。偶遇正在遞送郵件的薇爾莉特和泰勒，已有未婚夫。據艾莉卡表示，其婚後也打算繼續代筆工作。
該角色為電視動畫原創。

## 製作

### 製作人員
- 原作：曉佳奈《紫羅蘭永恆花園》（KA Esuma文庫）
- 導演：藤田春香
- 監製：石立太一
- 編劇：吉田玲子
- 劇本：鈴木貴昭、浦畑達彥
- 角色設計、總作畫監督：高瀨亞貴子
- 世界觀設定：鈴木貴昭
- 美術監督：渡邊美希子
- 3D美術：鵜ノ口穣二
- 3D監督：山本倫
- 色彩設計：米田侑加
- 攝影監督：船本孝平
- 音響監督：鶴岡陽太
- 動畫製作：京都動畫
- 發行商：松竹

## 主題曲
電影主題曲《エイミー》，由茅原實里主唱、作曲及編曲者為菊田大介。

## 上映與發行

### 上映
動畫電影製作完成（2019年7月17日）隔日，京都動畫第一工作室慘遭縱火，損失大量原畫等珍貴資料，幸未影響到原訂上映時程，而導演藤田春香則要求，希望將所有參與過製作者完整列於幕後人員名單，以表紀念。京都動畫指出，這是一部所有工作人員「活過的證明」，希望觀眾務必到戲院欣賞。
《紫羅蘭永恆花園外傳：永遠與自動手記人偶》在IMDB上獲得7.4分，爛番茄也獲得觀眾評分100%的好評。同時，本片也登上Filmarks和PIA上映首日滿意度排行榜第一名。

### 發行
日版BD、DVD已於2020年3月18日上市。此外，在Netflix、Apple TV兩大影音平台皆可觀賞。

## 與原作的差異
電影與原作小說有以下差異：
- 電影中，伊莎貝拉看似有咳嗽的舊疾。其實在小說中，艾咪以伊莎貝拉之名進到約克家後，成天被限制在學院中學習，咳嗽是因為壓力大造成的心理疾病。
- 劇情前半段，薇爾莉特因為體能、舉止上的優雅而被學院的女學生們稱作「騎士公主大人」；小說中由於薇爾莉特是作為教育者來到學院，有更多對其美貌跟完美形象的細緻描繪。
- 電影中，伊莎貝拉邀請薇爾莉特共浴，但兩人泡澡時仍保持著距離；小說中的插圖，伊莎貝拉將頭倚在薇爾莉特的膝蓋上，有待在她身旁很安心的感覺，而這是否是愛戀本人也不清楚。
- 在電影的回憶片段，泰勒被艾咪收留時，身旁沒有任何人；在小說的描述是，泰勒的母親倒臥在附近且無生命徵象。

## 外部連結
- 官方網站 （页面存档备份，存于）（日語）
- 互联网电影数据库（IMDb）上《紫羅蘭永恆花園外傳：永遠與自動手記人偶》的资料（英文）
- Yahoo奇摩電影上《紫羅蘭永恆花園外傳：永遠與自動手記人偶》的資料（繁體中文）